# サバーハ3世・アッ＝サバーハ
サバーハ・アッ＝サーリム・アル＝ムバーラク・アッ＝サバーハ（アラビア語: صباح السالم المبارك الصباح, ラテン文字転写: Sabāh as-Sālim al-Mubārak as-Sabāh、1913年 - 1977年12月31日）は第12代クウェート首長（在位：1965年11月24日 - 1977年12月31日）。父は第9代首長サーリム。

## 生涯
1963年にクウェートが一院制議会の立憲君主制となると太子兼務のまま初代首相に就任し、1965年に兄アブドゥッラー3世の後の首長位を継承した。1968年1月にリビアやサウジアラビアとともにアラブ石油輸出国機構を結成し、本部がクウェート市に設置される。同年5月にはイギリスとの相互防衛条約を破棄した。
首長位は第10代首長であるアフマド首長の子ジャービル家系のジャービル3世が継承した。

## 家族
四男で1955年生まれのムハンマド・サバーハ・アッ＝サーリム・アッ＝サバーハは副首相、外相、財務相、駐米大使を歴任している。